# María Madre
María Madre est une île du Mexique faisant partie de l'archipel des îles Marías dans l'Océan Pacifique.
Sa superficie est de 145,3 km2, c'est la seule île peuplée et la plus importante de l'archipel. Son altitude maximum est de 613 m.
Elle héberge une colonie pénitentiaire depuis 1905, et fait partie d'une réserve écologique depuis 2010.
L'île est évoquée dans un poème d'Alberto Ríos intitulé Island of the three Marias.